# Filtre Chamberland

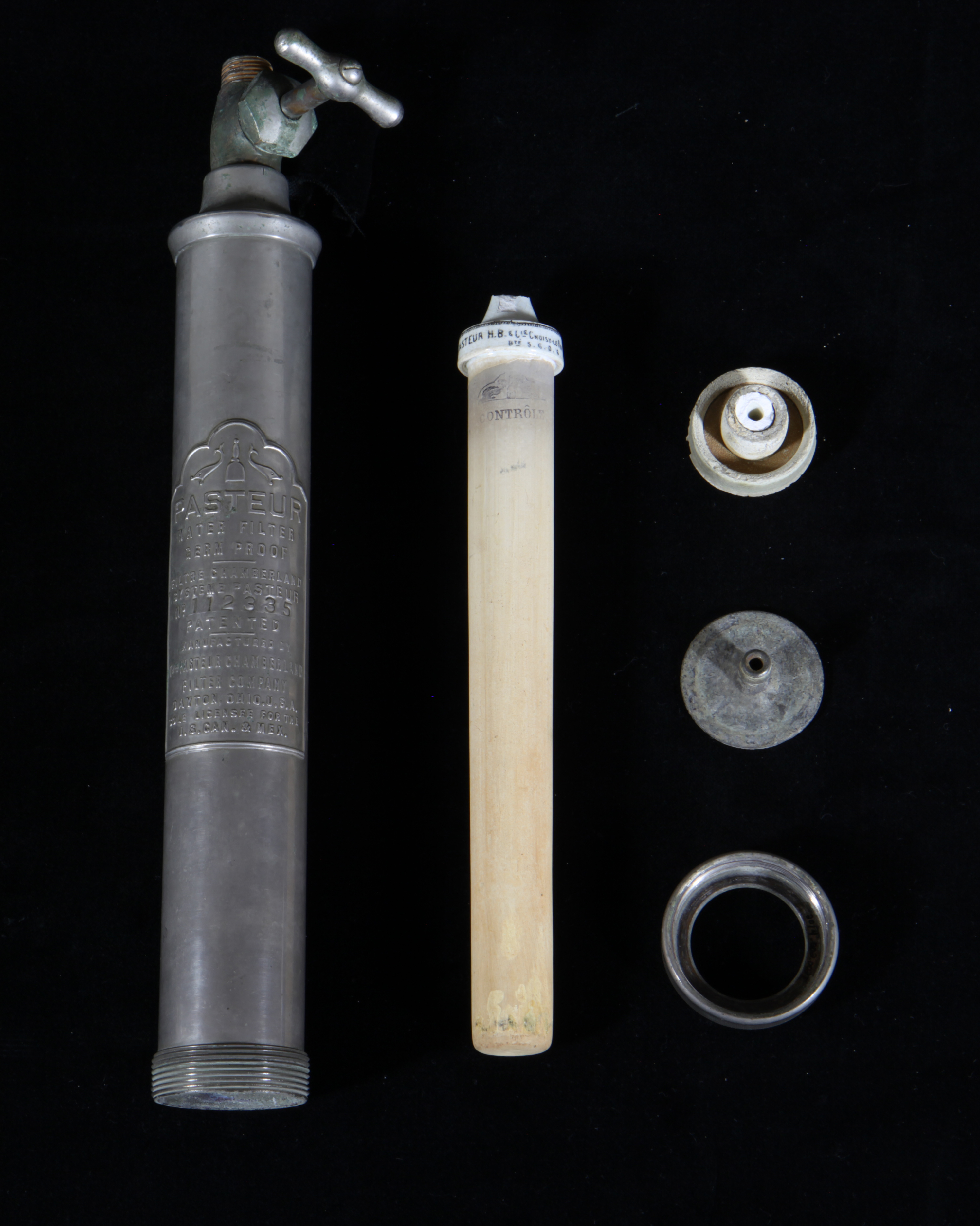
Composants d'un filtre Pasteur-Chamberland

Un filtre Chamberland, également connu sous le nom de filtre Pasteur-Chamberland, est un filtre à eau en porcelaine inventé par Charles Chamberland en 1884. Il s'agit d'un type de biofiltre. Il a été développé après le filtre à eau en céramique de Henry Doulton de 1827. Son principe est similaire à celui du filtre de Berkefeld. 

## Conception

Schéma illustrant le principe d'un filtre Chamberland

Le filtre se compose d'un tube de porcelaine perméable non vernissé qui contient un anneau de porcelaine ( matière utilisée en Chine) émaillée à travers lequel passe le tuyau d'entrée. Le noyau de la porcelaine est composé d'un tuyau métallique avec des trous à travers lesquels l'eau s'écoule et est collectée. L'entrée est sous pression de sorte que la filtration se produit sous la force. 
Il en existe 13 types, notés L1 à L13. Les filtres L1 ont la taille de pore la plus grossière tandis que les L13 ont la plus fine. 

## Utilité
Le filtre Pasteur-Chamberland est aussi utile que les autres filtres en céramique et en porcelaine. C'est un bon filtre à eau bactérien utilisé principalement comme filtre à eau à volume élevé,. Le filtre fonctionne plus rapidement lorsque l'eau fournie est sous pression. Comme d'autres filtres de ce type, il ne peut pas filtrer de très petites particules comme les virus ou les mycoplasmes. Il est utilisé pour éliminer les organismes d'une culture liquide afin d'en obtenir les toxines bactériennes. 

## Histoire
Le filtre Chamberland a été développé par Charles Edouard Chamberland, l'un des assistants de Louis Pasteur à Paris. L'intention initiale était de produire de l'eau filtrée, exempte de bactéries, pour l'utiliser dans les expériences de Pasteur. 
Le filtre est devenu de plus en plus connu pour sa capacité à filtrer les bactéries, les plus petits organismes vivants alors connus. Le filtre a été breveté par Chamberland et Pasteur en Amérique et en Europe. Une société américaine a posé une licence sur son nom dans l'Ohio. Ils ont vendu des filtres à des particuliers, des hôtels, des restaurants et à l'Exposition universelle de Chicago en 1893,. 
L'utilisation du filtre Pasteur-Chamberland a permis de découvrir que les toxines diphtérique et tétanique, notamment, pouvaient encore causer des maladies même après filtration. L'identification de ces toxines a contribué au développement d'antitoxines pour traiter ces maladies[réf. nécessaire]. Il a également été découvert qu'un type de substance, initialement dénommé « virus filtrable », a pu traverser les plus petits filtres Pasteur-Chamberland et s'est répliqué à l'intérieur de cellules vivantes. La découverte de l'existence de telles entités biologiques plus petites que les bactéries a été importante pour établir le domaine de la virologie. 